# Pit-Fighter

## História
Pit-Fighter é um dos grandes sucessos do arcade. Trata-se de um jogo baseado em briga de rua, no qual existem 3 personagens para se selecionar: Ty, Buzz e Kato, cada um com seu estilo de luta e golpes específicos. Aparentemente os personagens foram baseados no filme O Grande Dragão Branco, pois Ty se parece com Frank Dux (Jean Claude Van Damme), Buzz é idêntico a Ray Jackson (Donald Gibb) e Kato seria Chong Li (Bolo Yeung), tanto no físico e aparência quanto nos golpes.
O interessante é que esse jogo também suportava três jogadores simultaneamente, o que aumentava a diversão e o número de inimigos também para compensar. Na época, poucos jogos suportavam esta quantidade de jogadores e isso fez com que Pit-Fighter se tornasse um sucesso nos fliperamas. As versões domésticas do jogo não suportavam o modo de 3 jogadores.
Foi lançado para o Mega Drive, se tornando também sucesso nos consoles domésticos. A versão para Super Nintendo não fez o mesmo sucesso por oferecer jogabilidade e gráficos mais limitados em comparação ao Mega Drive.
Além das versões para Mega Drive e Super Nintendo, Pit Fighter foi lançado para inúmeros consoles e computadores pessoais, existindo, assim, versões para Master System, Game Boy, Atari Lynx, Amiga, Amstrad CPC, Atari ST, Commodore 64, PC, and ZX Spectrum.

## O jogo
A movimentação era possibilitada em todas as direções: cima, baixo, diagonais e lados direito e esquerdo. Nos cantos havia uma platéia assistindo, e caso você fosse para o meio da platéia, eles o empurravam para a luta ou te batiam. Era possível também arremessar o oponente ou jogar coisas nele como: barris, caixotes, facas, shurikens e até uma moto. Também podia-se bater no oponente com tacos de sinuca, facas ou bastões. A cada fase do jogo era um inimigo diferente e na penúltima fase você enfrentava dois ao mesmo tempo. O jogo possuía um bom nível de desafio e para alguns terminá-lo era algo muito dificil sem ter muitas fichas, pois se sua vida acabasse era necessário colocar mais uma ficha para continuar.
Na versão do Mega Drive isso foi adaptado para três vidas e continues limitados.
Havia também modos Death Match em que você lutava contra um clone do seu personagem. Bastava derrubá-lo três vezes para conseguir pontos extras. É uma espécie de fase bônus.
Alguns objetos ao serem destruídos liberavam uma esfera com um "P" de power, chamada de Power Pill (Pílula de Poder). Ao pegar essa esfera seu personagem brilhava em tom verde, aumentando muito a força do personagem e também sua resistência a golpes, por um tempo limitado. Os adversários controlados pelo computador também podiam coletar a "Power Pill" e adquirir os mesmos poderes.

## Gráficos
Pela época que foi lançado, Pit-Fighter possuía um gráfico revolucionário com atores digitalizados, algo que seria usado mais tarde em Mortal Kombat. Os personagens eram grandes, isso aumentava o realismo e colocava o foco maior na luta um contra um.

## Jogabilidade
Jogar Pit-Fighter lembra um pouco Final Fight, pois é muito simples. O arcade possuía apenas três botões: soco, chute e pulo. Logo não havia muita dificuldade em se aprender os golpes que eram apenas a combinação de dois ou três botões simultaneamente.

As combinações de golpes padrão para os 3 personagens jogáveis são:
Soco + Chute = agarrão (ergue o adversário sobre a cabeça, ao pressionar soco novamente, o adversário é arremessado - não é possível agarrar os adversários Chainman Eddie e Warrior devido ao tamanho dos mesmos)
Soco + pulo = esquiva
Soco + pulo + direcional para cima = golpe duplo que permite atingir dois adversários ao mesmo tempo, desde que estejam um na frente e outro atrás do jogador.
Chute + pulo = chute voador ou voadora
Soco + Chute + Pulo = Golpe especial que causa maior dano ao adversário.

Cada personagem possui um golpe especial característico:
Ty - Chute duplo giratório
Kato - Sequência de socos rápidos
Buzz - "Bate estaca" ou "Pilão" (piledriver)

## Som
As músicas e efeitos sonoros desse arcade eram razoáveis para a época. Nada de inesquecível, mas tinha uma trilha sonora de acordo para um jogo de luta.

## Curiosidades
O chefe final parecia uma cópia escancarada do vilão do filme Mad Max 2 que por sua vez parecia ter sido inspirado no Jason de Sexta-Feira 13. O nome dele é Warrior.
No caso de dois jogadores tentarem se agarrar mutuamente, ao invés do agarrão ocorrer é iniciada uma disputa de força (quebra-dedos), aonde quem pressionar os 3 botões repetidamente mais rápido vence. É mais facilmente visto em disputas entre dois jogadores (Grudge Match ou Death Match) do que em partidas contra o computador.